# Dracula syndactyla
Dracula syndactyla är en orkidéart som beskrevs av Carlyle August Luer. Dracula syndactyla ingår i släktet Dracula och familjen orkidéer. Inga underarter finns listade i Catalogue of Life.

## Bildgalleri

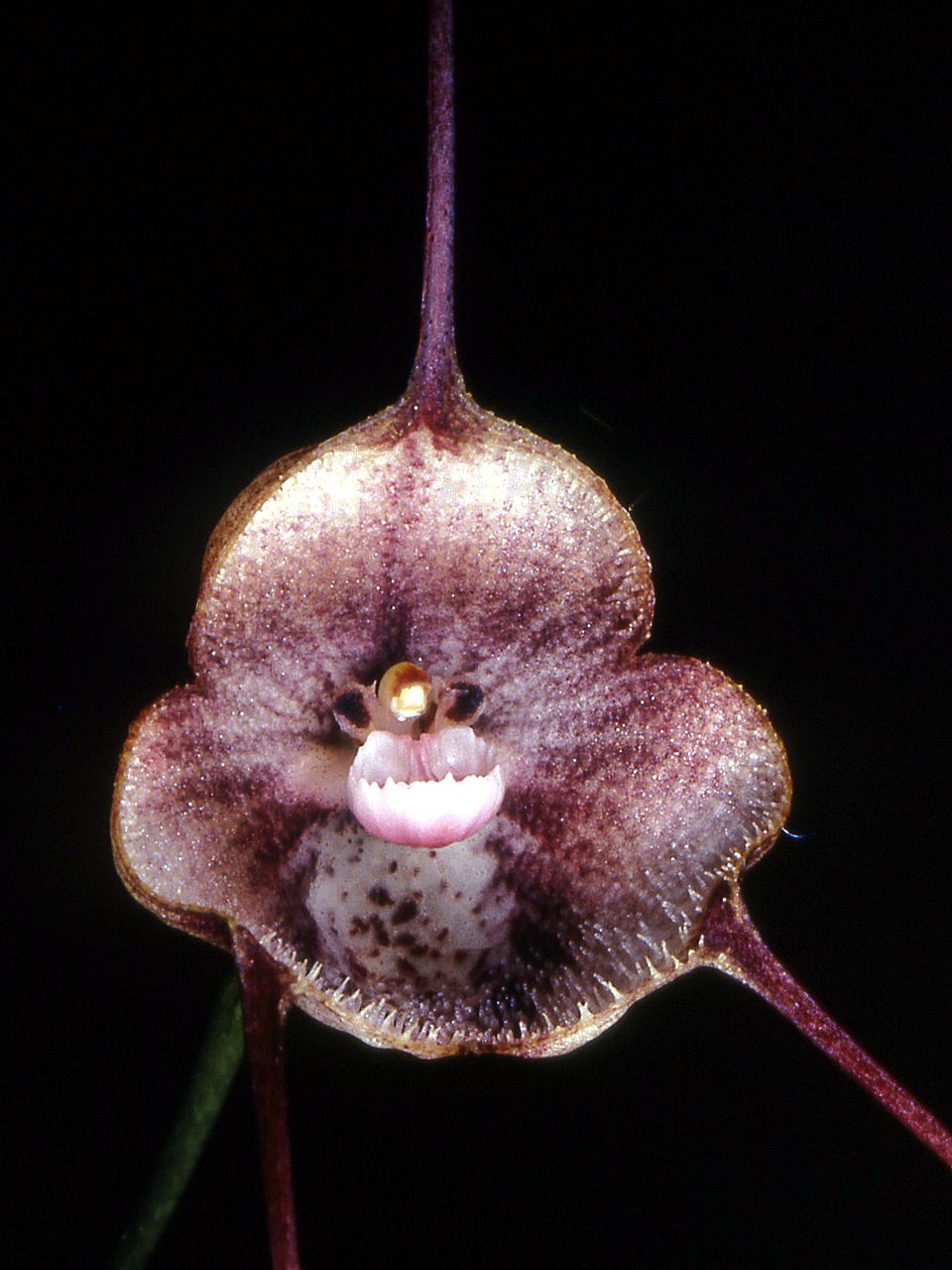